# Połonina Borżawska

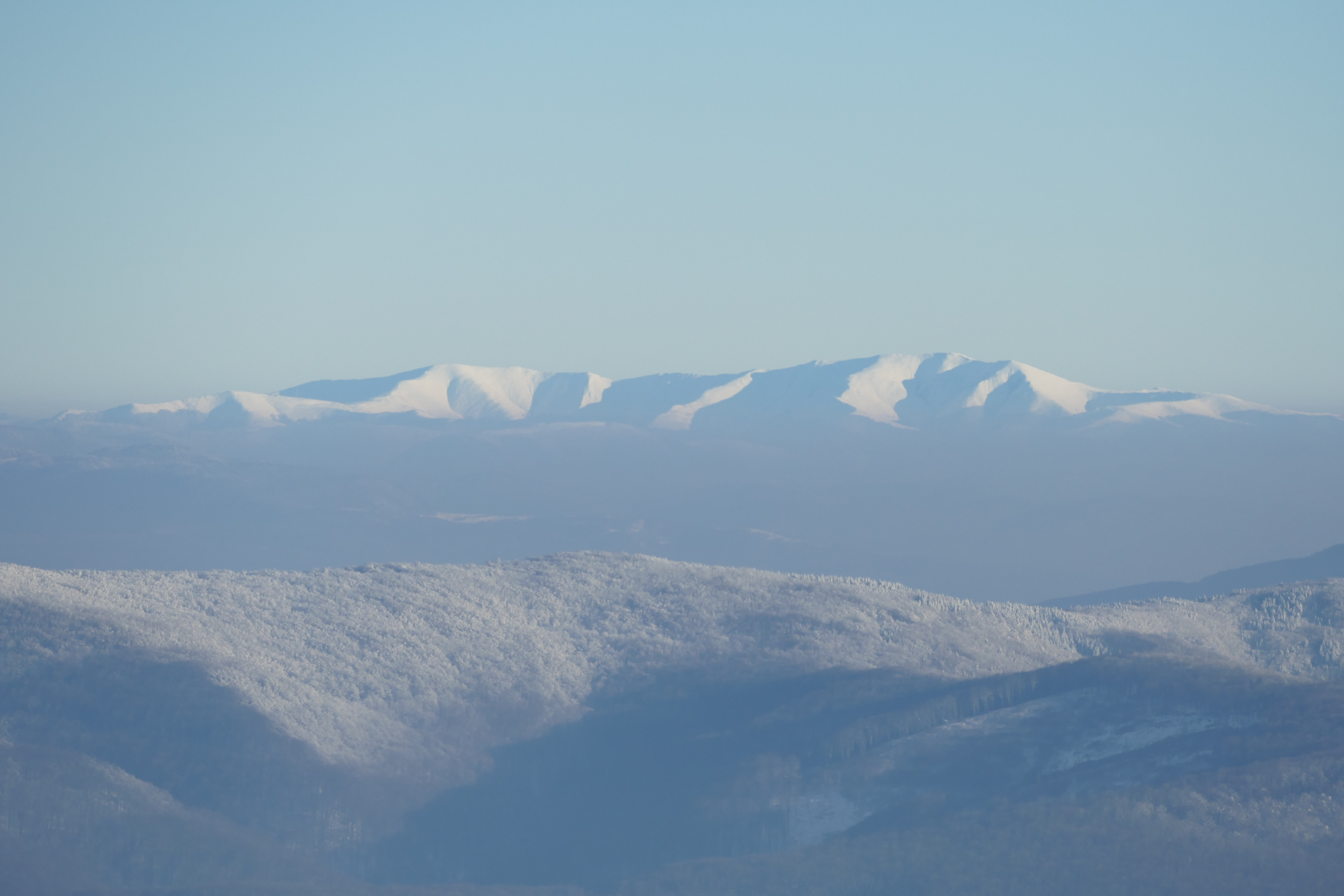
Widok na Połoninę Borżawską ze szczytu Wyhorlat (odległość ok. 90 km)

Połonina Borżawska (522,22; niekiedy także „Borżawa”; ukr. Полонина Боржава, Połonyna Borżawa) – pasmo górskie na ukraińskim Zakarpaciu. Należy do Beskidów Połonińskich w łańcuchu Zewnętrznych Karpat Wschodnich.
Pasmo Borżawy ma ok. 25 km długości, rozciąga się między doliną Wyczy (dopływu Latoricy) na północnym zachodzie a doliną Riki na południowym wschodzie. Na zachodzie Połonina Borżawska graniczy z Połoniną Równą, na wschodzie – z Połoniną Czerwoną. Na północy oddziela ją od Bieszczadów i Gorganów obniżenie przełęczy Podobec (785 m n.p.m.), wykorzystywane przez Wyczę, Rypinkę (dopływ Riki) i Rikę. Na południu środkowy odcinek doliny Borżawy i dolina Dusynki (dopływu Wyczy) oddzielają Połoninę Borżawską od pasm Bużory i Tupego.
Połonina Borżawska dzieli się na trzy grzbiety:
- krótki zachodni ze szczytami Temnatyk (1344 m n.p.m.) i Płaj (1334 m n.p.m.),
- nieco dłuższy południowy ze szczytami Pohar (792 m n.p.m.), Magura (1088 m n.p.m.) i z najwyższym szczytem całego pasma – Stojem (Stohami, 1677 m n.p.m.),
- wielokrotnie dłuższy od nich grzbiet południowo-wschodni ze szczytami Magura Żydowska (1516 m n.p.m.) i Hrab (1374 m n.p.m.). Grzbiet ten w połowie długości jest przedzielony przełęczą Pryslip (938 m n.p.m.). W jego końcowej części wyodrębnia się niekiedy małą Połoninę Kuk (kulminacje Kuk, 1361 m n.p.m. i Menczuł, 1247 m n.p.m.), dalej masywy Wodica (kulminacja Wodica, 1027 m n.p.m.) i Jasienie (kulminacje Jasieniówka, 1004 m n.p.m. i Jasienia, 880 m n.p.m.), a na samym krańcu, w zakolu Riki, masyw Paleny Hruń (kulminacja Skała, 1038 m n.p.m.).

Grzbiety zbiegają się na szczycie Wielki Wierch (1598 m n.p.m.) w północnej części pasma.
Pasmo Połoniny Borżawskiej w swoich wyższych partiach ma charakter wysokogórski – szczyty są stożkowe, pokryte specyficzną dla Wschodnich Karpat formacją połoniny. Grzbiety są szerokie, doliny – głęboko wcięte. Poniżej linii 1200 m n.p.m. zbocza są pokryte lasami, głównie bukowymi, które jednak są w ostatnich dziesięcioleciach masowo wyrąbywane. Na połoninach prowadzi się wypas owiec. Połonina Borżawska nie jest objęta żadną formą urzędowej ochrony przyrody. Przez pasmo przebiega gazociąg. Na Stohach do 1995 działała stacja radarowa. Na Płaju działają stacja meteorologiczna i przekaźnik radiowo-telewizyjny. Coraz intensywniejszą w ostatnich latach turystykę górską ułatwia sieć pasterskich dróg i ścieżek. Głównymi punktami wypadowymi w Połoninę Borżawską są miasteczka Wołowec i Miżhirja, leżące na jej obrzeżach.
Połonina Borżawska bywa niekiedy zaliczana do Bieszczadów – staje się wtedy ich najwyższym pasmem.